# Jean Tarride
Jean Abel Robert Tarride (Parijs, Frankrijk, 15 maart 1901 - Neuilly-sur-Seine, 5 juni 1980) was een Franse filmregisseur en acteur. Zowel zijn vader, Abel Tarride, als zijn broer, Jacques Tarride, waren acteurs.
Van het leven van Jean Tarride is weinig bekend, van de films die hij regisseerde is een van de vaakst genoemde Le Chien Jaune van 1932. Het was de eerste van drie films die Georges Simenons inspecteur Maigret in de hoofdrol had in dat jaar. In deze film had zijn vader Abel Tarride de hoofdrol als Maigret. De film Étienne van 1933 wordt ook geregeld genoemd vanwege de kleine rol die de later zeer bekende Jean Marais hierin speelde.

## Curriculum vitae
- 1920 – La Belle dame sans merci, rol: Hubert d'Amaury, geregisseerd door Germaine Dulac
- 1930 – L'Homme qui assassina, met onder anderen Marie Bell, Edith Mera, Jean Angelo en Gabriel Gabrio, regie samen met Kurt Bernhardt
- 1931 – Prisonnier de mon coeur, met onder anderen Marie Glory, Roland Toutain en André Berley, regisseur
- 1931 – Radio Follies, met Robert Le Vigan, regisseur
- 1932 – Le Chien jaune (Engels: The Yellow Dog), met onder anderen Abel Tarride (Maigret), Rosine Derean en Robert Le Vigan, scenario door Tarride en Georges Simenon, regisseur
- 1932 – Seul, met onder anderen Pauline Carton, René Lefèvre en Julien Carette, regisseur
- 1933 – Adémaï aviateur (Engels: - Skylark), met onder anderen Noël-Noël, Paul Asselin, Junie Astor en Fernandel, regisseur
- 1933 – Étienne, met onder anderen Junie Astor, Jacques Baumer,en Jean Marais, regisseur
- 1934 – Le Voyage de Monsieur Perrichon (Engels: The Voyage of Mr. Perrichon), met onder anderen Léon Bélières, Raymonde Allain, Arletty, regisseur
- 1935 – Tovaritch, met onder anderen André Lefaur, Pierre Renoir, Marguerite Deval, Junie Astor en Laman, regisseur
- 1937 – Hercule, rol: Le dessinateur (gedubde Franse versie: - L'Incorruptible), geregisseerd door Alexander Esway en Carlo Rim
- 1940 – La Famille Duraton (Engels: - The Duraton Family), acteur, geregisseerd door Christian Stengel
- 1943 – Après l'orage, acteur, geregisseerd door Pierre-Jean Ducis
- 1944 – Le Mort ne reçoit plus, met onder anderen Raymond Aimos, Jules Berry en Simone Signoret, regisseur en acteur